# MAF Ouganda
 (mai 2023).
MAF Ouganda, dont le nom complet est Mission Aviation Fellowship Ouganda, est une compagnie aérienne privée située en Ouganda, agréée par l'Autorité de l'aviation civile ougandaise avec un certificat d'opérateur aérien.

## Localisation
Le siège de MAF Ouganda est situé à la porte 2, aérodrome de Kajjansi, dans la ville de Kajjansi, dans le district de Wakiso, dans la région centrale de l'Ouganda.

## Aperçu
MAF Ouganda, est une filiale et membre de l'organisation caritative chrétienne internationale, Mission Aviation Fellowship, basée à Nampa, dans l'Idaho aux États-Unis, présente dans plus de 30 pays à travers le monde et avec plus de 130 avions en service. En Ouganda, MAF exploite cinq avions à partir de sa base et de son bureau à l'aérodrome de Kajjansi, vers des destinations de la région nord de l'Ouganda, les parties orientales de la République démocratique du Congo et le Soudan du Sud,.

## Destinations (2019)
Depuis son hub de Kajjansi, la société exploite des services d'affrètement de passagers vers des destinations en Afrique de l'Est.
| Pays                             | Ville     | Aéroport                          | Remarques | Réfs  |
| -------------------------------- | --------- | --------------------------------- | --------- | ----- |
| Ouganda                          | Kajjansi  | Aérodrome de Kajjansi             | Hub       |       |
| Ouganda                          | Arua      | Aéroport d'Arua                   | —         | [ 5 ] |
| Ouganda                          | Kisoro    | Aéroport de Kisoro                | —         | [ 5 ] |
| Ouganda                          | Soroti    | Aéroport Soroti                   | —         | [ 5 ] |
| Ouganda                          | Entebbe   | Aéroport international d'Entebbe  | —         | [ 5 ] |
| République démocratique du Congo | Béni      | Aéroport de Béni                  | —         | [ 5 ] |
| République démocratique du Congo | Bunia     | Aéroport de Bunia                 | —         | [ 5 ] |
| République démocratique du Congo | Bukavu    | Aéroport de Bukavu                | —         | [ 5 ] |
| République démocratique du Congo | Goma      | Aéroport de Goma                  | —         | [ 5 ] |
| République démocratique du Congo | Kisangani | Aéroport international de Bangoka | —         | [ 5 ] |
| Soudan du Sud                    | Djouba    | Aéroport international de Djouba  | —         | [ 5 ] |
| Soudan du Sud                    | Maridi    | Aéroport Maridi                   | —         | [ 5 ] |
| Soudan du Sud                    | Yambio    | Aéroport de Yambio                | —         | [ 5 ] |

## Flotte
En mai 2019, MAF Ouganda maintenait les avions suivants en service.